# Leocrates atlanticus
Leocrates atlanticus är en ringmaskart som först beskrevs av McIntosh 1885.  Leocrates atlanticus ingår i släktet Leocrates och familjen Hesionidae. Arten har ej påträffats i Sverige. Inga underarter finns listade i Catalogue of Life.